# Katapultpreis

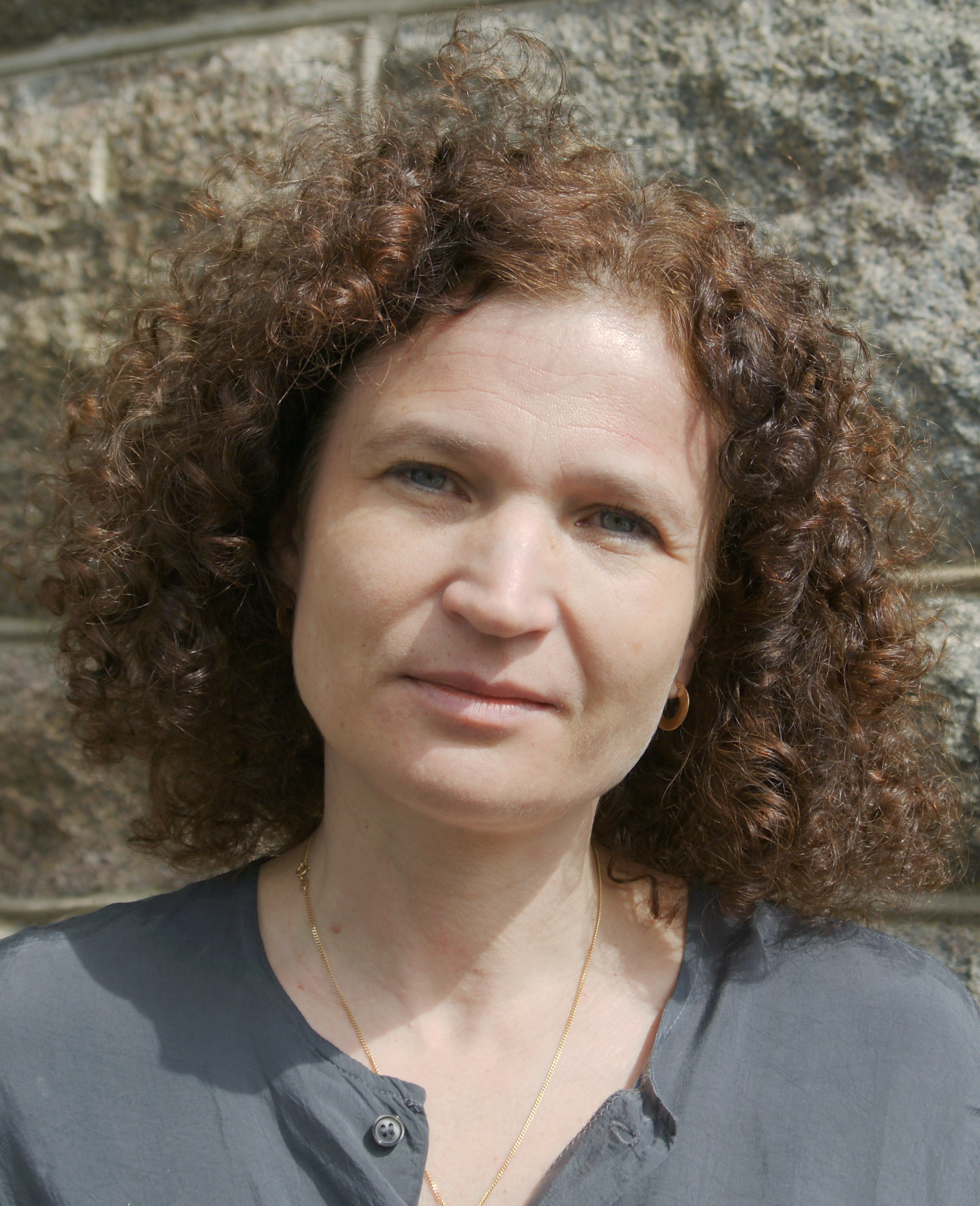
Cecilia Davidsson
(Preisträgerin 1995)

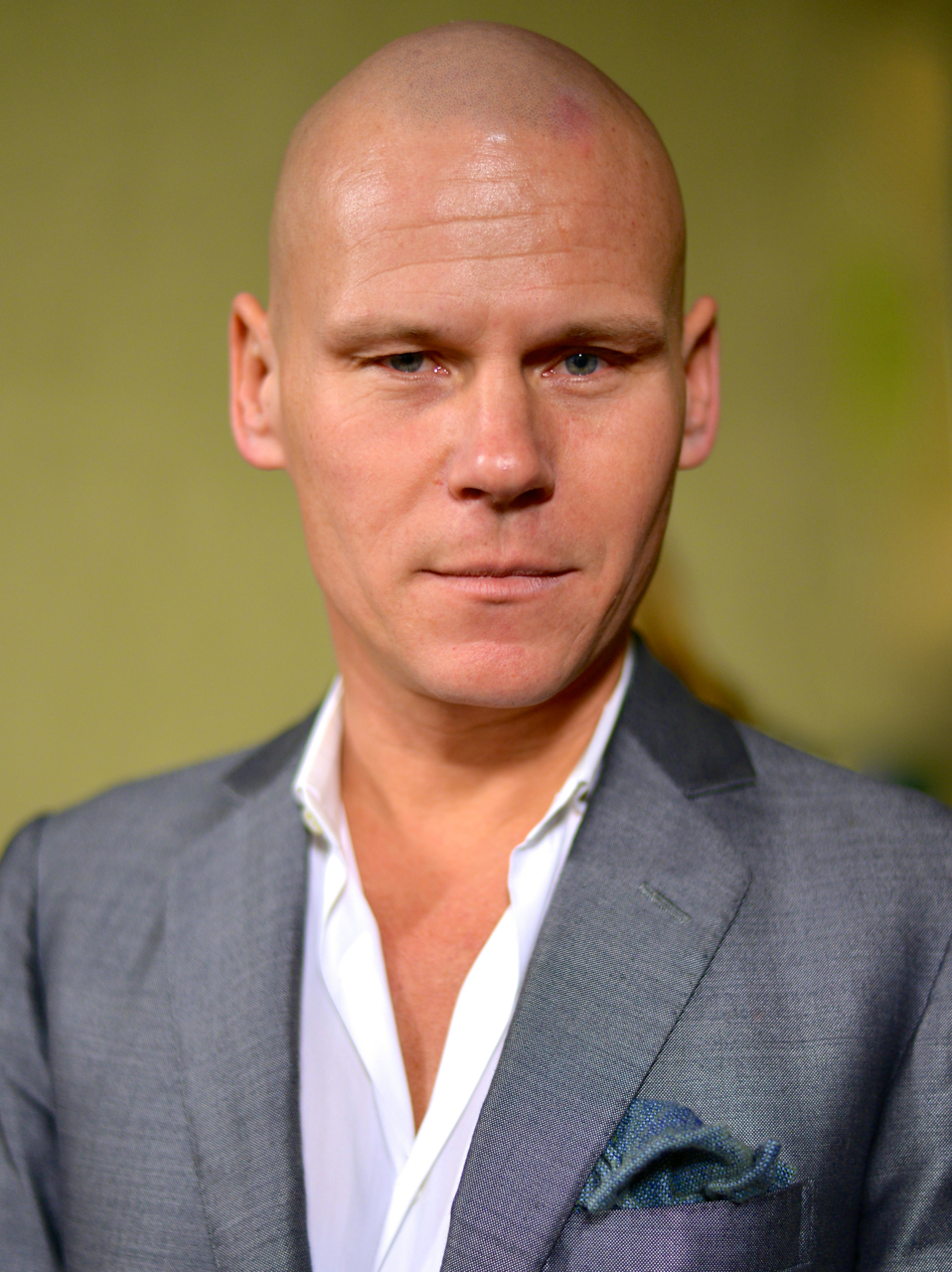
Mons Kallentoft
(Preisträger 2001)

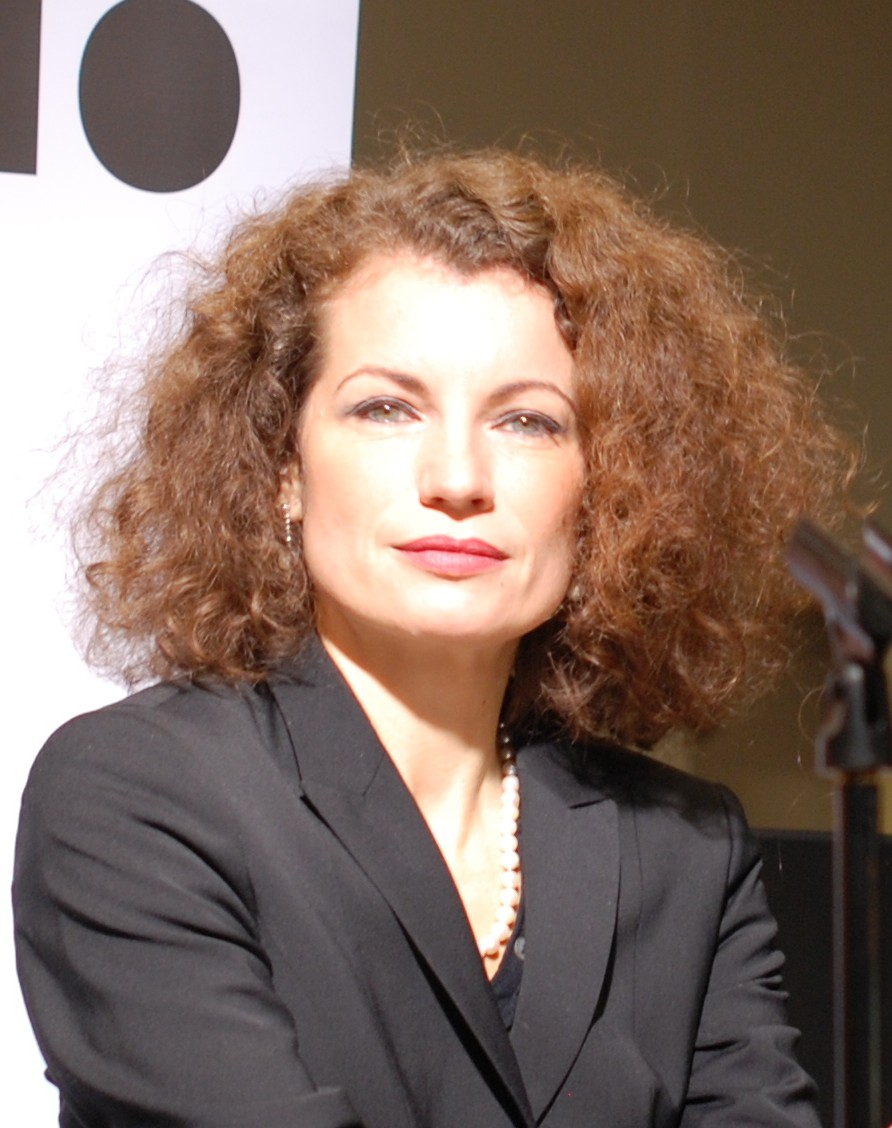
Alexandra Coelho Ahndoril
(Preisträgerin 2004)

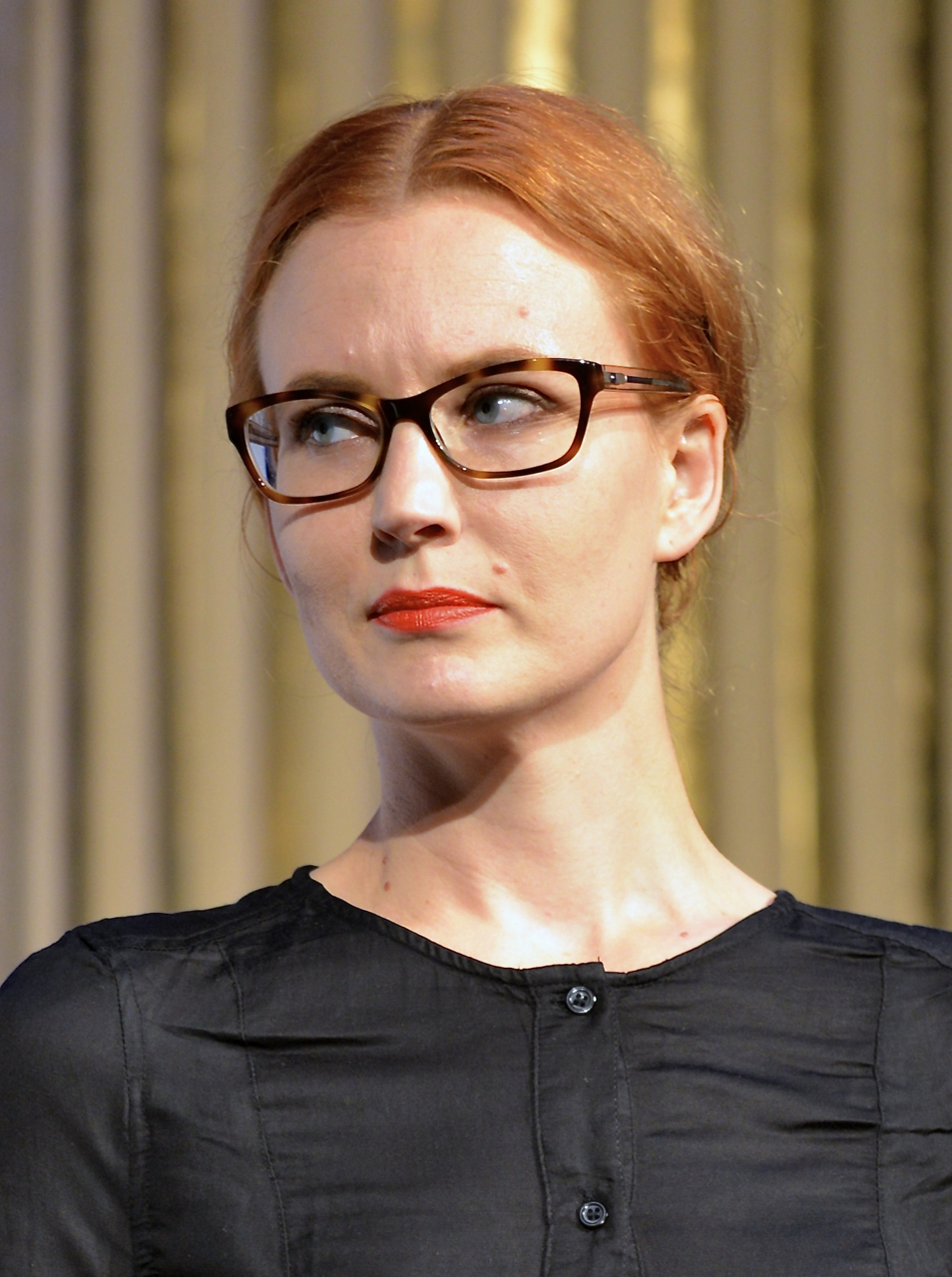
Ida Börjel
(Preisträgerin 2005)

Der Katapultpreis (Original: Katapultpriset) ist ein schwedischer Literaturpreis. Die 1991 vom schwedischen Schriftstellerverband, dem Sveriges Författarförbund, gestiftete Auszeichnung wird jährlich für das beste literarische Debüt eines Schriftstellers oder Dichters aus dem vorangegangenen Jahr verliehen. Aktuell ist er mit 70.000 Schwedischen Kronen dotiert. Vier Mal, 1991, 2006, 2013 und 2021, teilten sich jeweils zwei Autoren die Auszeichnung.

## Preisträger
| Jahr | Preisträger                | Originaltitel                                                       | Deutscher Titel Verlag, Ort Jahr          | Nominierungen |
| ---- | -------------------------- | ------------------------------------------------------------------- | ----------------------------------------- | --- |
| 1991 | Rolf Almström              | Sånt man säger                                                      |                                           | |
| 1991 | Mats Miljand               | Landstigning                                                        |                                           | |
| 1992 | Karin Bellman              | En dag som den här                                                  |                                           | |
| 1993 | Mats Söderlund             | Det står en pöbel på min trapp                                      |                                           | |
| 1994 | Alexander Skantze          | Grattis Gud                                                         |                                           | |
| 1995 | Cecilia Davidsson          | En av dessa nätter                                                  |                                           | |
| 1996 | Cilla Naumann              | Vattenhjärta                                                        |                                           | |
| 1997 | Hans Gunnarsson            | Bakom glas                                                          |                                           | |
| 1998 | Jan Wolf-Watz              | Södra Västerbottens kustland                                        |                                           | |
| 1999 | Mirja Unge                 | Det var ur munnarna orden kom                                       |                                           | |
| 2000 | Robert Ståhl               | Om                                                                  |                                           | |
| 2001 | Mons Kallentoft            | Pesetas                                                             |                                           | |
| 2002 | Caterina Pascual Söderbaum | Sonetten om andningen                                               |                                           | |
| 2003 | Pauline Wolff              | Bilder av Malin                                                     |                                           | |
| 2004 | Alexandra Coelho Ahndoril  | Stjärneborg                                                         | Der Astronom des Königs List, Berlin 2004 | |
| 2005 | Ida Börjel                 | Sond                                                                |                                           | |
| 2006 | Elise Ingvarsson           | Beror skrymmande                                                    |                                           | |
| 2006 | Martin Högström            | Transfutura                                                         |                                           | |
| 2007 | Martina Lowden             | Allt                                                                |                                           | |
| 2008 | Sofia Rapp Johansson       | Silverfisken                                                        |                                           | |
| 2009 | Hassan Loo Sattarvandi     | Still                                                               |                                           | |
| 2010 | Måns Wadensjö              | Förlossningen                                                       |                                           | |
| 2011 | Eli Levén                  | Du är rötterna som sover vid mina fötter och håller jorden på plats |                                           | |
| 2012 | Naima Chahboun             | Okunskapens arkeologi                                               |                                           | |
| 2013 | Eija Hetekivi Olsson       | Ingenbarnsland                                                      |                                           | |
| 2013 | Sami Said                  | Väldigt sällan fin                                                  |                                           | |
| 2014 | Anna Fock                  | Absolut noll                                                        |                                           | Alberte Bremberg für Tidebok Pål Börjesson für Gallus Athena Farrokhzad für Vitsvit Patrik Godin für Gimokrönikan Josefin Holmström für Antarktis                                        |
| 2015 | Agnes Gerner               | Skall                                                               |                                           | Tove Folkesson für Kalmars jägarinnor Sanna Hartnor für Hamnen Johan Heltne für Det finns ingenting att vara rädd för Pooneh Rohi für Araben                                             |
| 2016 | Stina Stoor                | Bli som folk                                                        |                                           | Mikael Berglund für Ett föremåls berättelse om obesvar Gabriel Itkes-Sznap für Tolvfingertal Daniel Blixt für Utvecklingssamtal Theodor Hildeman Togner für Ut Linna Johansson für Lollo |
| 2017 | Henning Brüllhoff          | Allt jag begär                                                      |                                           | Marit Furn für Skuggan David Norlin für Dagar utan ljus, nätter utan mörker Durim Bekteshi für Kriget                                                                                    |
| 2018 | Linus de Faire             | Boken om Yousef                                                     |                                           | Emma Holm für Skäl Johanna Fried und Gordana Spasic für Familieepos Viktoria Jäderling für Åh Lunargatan David Väyrynen für Marken                                                       |
| 2019 | Burcu Sahin                | Broderier                                                           |                                           | |
| 2020 | Kayo Mpoyi                 | Mai betyder vatten                                                  |                                           | |
| 2021 | Hanna Johanssonn           | Antiken                                                             |                                           | |
| 2021 | Erik Lindman Mata          | Pur                                                                 |                                           | |
| 2022 | Axel Burénius              | Dödsängel                                                           |                                           | |
| 2023 | Mickaela Persson           | En adept till mästaren av schack gör en inre färd i Sibirien        |                                           | |
| 2024 | Karl Kofi Ahlqvist         | Ingen ro om natten                                                  |                                           | |
| 2024 | Agri Ismaïl                | Hyper                                                               |                                           | |